# Arcens
Arcens ist eine französische Gemeinde mit 358 Einwohnern (Stand 1. Januar 2022) im Département Ardèche in der Region Auvergne-Rhône-Alpes. Die Bewohner werden Arcensois und Arcensoises genannt.

## Geografie
Die Gemeinde liegt inmitten des Boutières-Massivs, einem Teilgebirge der Cevennen, umringt von bewaldeten Hügeln. Der Ort liegt auf der Route vom Mont Gerbier-de-Jonc zur Quelle der Loire am Mont Mézenc und ist Teil des Regionalen Naturparks Monts d’Ardèche. Die nächstgrößere Stadt ist Aubenas in 32 Kilometern Entfernung in Richtung Südosten. Auch der Fluss Eysse durchquert das Gemeindegebiet. Bis zur Grenze mit der Region Auvergne und dem Département Haute-Loire sind es nur wenige Meter.
Nach Le Puy-en-Velay sind es 55 Kilometer, Nachbargemeinden sind Chanéac im Norden, Saint-Martin-de-Valamas im Nordosten, Mariac im Südosten, Saint-Adéol-de-Fourchades und Saint-Martial im Süden sowie Borée im Westen.

## Geschichte
Die alte Kirche des Ortes wurde erstmals im 12. Jahrhundert erwähnt und gehörte damals der Diözese von Le Puy-en-Velay an. Das Dorf selbst taucht das erste Mal in der Besitzurkunde des Grafen von Aiguillon im 14. Jahrhundert auf, dem die Gemeinde auch bis ins 18. Jahrhundert gehörte.

### Bevölkerungsentwicklung
| Jahr                       | 1962 | 1968 | 1975 | 1982 | 1990 | 1999 | 2007 | 2016 |
| Einwohner                  | 604  | 576  | 511  | 484  | 479  | 452  | 417  | 377  |
| Quellen: Cassini und INSEE |      |      |      |      |      |      |      |      |

## Kultur und Sehenswürdigkeiten
Bekannt ist der Ort für das Château d’Arcens oder Château Laurent aus dem 14. Jahrhundert. Es ist ein ehemaliges Festes Haus, das vom 17. bis 19. Jahrhundert in Besitz der gleichnamigen Familie Laurent war. Die Kirche aus dem 12. Jahrhundert wurde während der Französischen Revolution zerstört und im 19. Jahrhundert neu aufgebaut. 
Die Gemeinde beheimatet außerdem zahlreiche Naturdenkmäler und Aussichtspunkte. Einer davon ist das mittelalterliche Steinkreuz auf dem Place d’Issas. Noch berühmter ist der Rocher de Sauton, ein Basaltfelsen, mit der Kapelle Saint-Julien, von dem aus man einen Panoramablick über die Cevennen genießen kann.
An der Quelle der Eysse befindet sich eine riesige Kolonie Flussreiher.

## Wirtschaft
Arcens ist bekannt für sein klares, kohlensäurehaltiges Mineralwasser, das hier im großen Maße gefördert wird und der Gemeinde einen Namen in Frankreich gemacht hat.